# Метод Стронгина
 Метод Стронгина — метод решения одномерных задач условной липшицевой оптимизации. Позволяет находить глобально оптимальное решение в задачах с ограничениями неравенствами при условии, что целевая функция задачи и левые части неравенств удовлетворяют условию Липшица в области поиска.

## Постановка задачи оптимизации
Требуется найти точку {\displaystyle x^{*}\in [a;\;b]} такую, что {\displaystyle f(x^{*})=\min \left\{f(x)\colon x\in [a;\;b],\;g_{j}(x)\leqslant 0,\;1\leqslant j\leqslant m\right\}}. Предполагается, что функции {\displaystyle f(x)} и {\displaystyle g_{j}(x),\;j={\overline {1,\;m}}} удовлетворяют условию Липшица на отрезке {\displaystyle [a;\;b]}.
Обозначим {\displaystyle g_{m+1}(x)=f(x)}, тогда для {\displaystyle j={\overline {1,\;m+1}}} выполняются следующие неравенства:
{\displaystyle |g_{j}(x+\Delta x)-g_{j}(x)|\leqslant L_{j}\Delta x,\;a\leqslant x+\Delta x\leqslant b,}
где {\displaystyle L_{j}\geqslant 0} — константы Липшица.

## Описание схемы учета ограничений
Пусть {\displaystyle Q_{0}=[a;\;b]}. Ограничение, имеющее номер {\displaystyle j}, выполняется во всех точках области {\displaystyle Q_{j}=\left\{x\in [a;\;b]\colon g_{j}(x)\leqslant 0\right\}}, которая называется допустимой для этого ограничения. При этом допустимая область {\displaystyle Q} исходной задачи определяется равенством:
{\displaystyle Q=\bigcap _{j=0}^{m}Q_{j}.}
Испытание в точке {\displaystyle x\in [a;\;b]} состоит в последовательном вычислении значений величин {\displaystyle g_{1}(x),\;\ldots ,\;g_{\nu }(x)}, где значение индекса {\displaystyle \nu } определяется условиями:
{\displaystyle x\in Q_{j},\;0\leqslant j<\nu ,\;x\notin Q_{\nu }.}
Выявление первого нарушенного ограничения прерывает испытание в точке {\displaystyle x}. В случае, когда точка {\displaystyle x} допустима, то есть {\displaystyle x\in Q} испытание включает в себя вычисление всех функций задачи. При этом значение индекса принимается равным величине {\displaystyle \nu =m+1}.
Пара {\displaystyle \nu =\nu (x),\;z=g_{\nu }(x)}, где индекс {\displaystyle \nu } лежит в границах {\displaystyle 1\leqslant \nu \leqslant m+1}, называется результатом испытания в точке {\displaystyle x}.
Такой подход к проведению испытаний позволяет свести исходную задачу с функциональными ограничениями к безусловной задаче минимизации разрывной функции:
{\displaystyle \psi (x^{*})=\min _{x\in [a;\;b]}\psi (x),}
{\displaystyle \psi (x)={\begin{cases}g_{\nu }(x)/L_{\nu }&\nu <M,\\(g_{M}(x)-g_{M}^{*})/L_{M}&\nu =M.\end{cases}}}
Здесь {\displaystyle M=\max \left\{\nu (x)\colon x\in [a;\;b]\right\}}, а {\displaystyle g_{M}^{*}=\min \left\{g_{M}(x)\colon x\in \bigcap _{i=0}^{M-1}Q_{i}\right\}}.
В силу определения числа {\displaystyle M}, задача отыскания {\displaystyle g_{M}^{*}} всегда имеет решение, а если {\displaystyle M=m+1}, то {\displaystyle g_{M}^{*}=f(x^{*})}.
Дуги функции {\displaystyle \psi (x)} липшицевы на множествах {\displaystyle \bigcap _{i=0}^{j}Q_{i},\;0\leqslant j\leqslant M-1} с константой 1, а сама {\displaystyle \psi (x)} может иметь разрывы первого рода на границах этих множеств.
Несмотря на то, что значения констант Липшица и величина {\displaystyle g_{M}^{*}} заранее неизвестны, они могут быть оценены в процессе решения задачи.

## Описание метода
Пусть {\displaystyle x^{0}=a,\;x^{1}=b}. Индексы концевых точек считаются нулевыми, а значения {\displaystyle z} в них не определены. Первое испытание осуществляется в точке {\displaystyle x^{3}=(a+b)/2}. Выбор точки {\displaystyle x^{k+1},\;k\geqslant 3} любого последующего испытания определяется следующими правилами:
1. Перенумеровать точки {\displaystyle x^{0},\;\ldots ,\;x^{k}} {\displaystyle k} предшествующих испытаний нижними индексами в порядке увеличения значений координаты: {\displaystyle a=x_{0}<\ldots <x_{i}<\ldots <x_{k}=b} и сопоставить им значения {\displaystyle z_{i}=g_{\nu }(x_{i}),\;\nu =\nu (x_{i}),\;i={\overline {1,\;k}}}.
2. Для каждого целого числа {\displaystyle \nu ,\;1\leqslant \nu \leqslant m+1} определить соответствующее ему множество {\displaystyle I_{\nu }} нижних индексов точек, в которых вычислялись значения функций {\displaystyle g_{\nu }(x)}:
{\displaystyle I_{\nu }=\{i\colon \nu (x_{i})=\nu ,\;1\leqslant i\leqslant k\},\;1\leqslant \nu \leqslant m+1.}
Также определить максимальное значение индекса {\displaystyle M=\max\{\nu (x_{i}),\;1\leqslant i\leqslant k\}.}
3. Вычислить текущие оценки для неизвестных констант Липшица:
{\displaystyle \mu _{\nu }=\max\{|g_{\nu }(x_{i})-g_{\nu }(x_{j})|/(x_{i}-x_{j})\colon i,\;j\in I_{\nu },\;i>j\}.}
Если множество {\displaystyle I_{\nu }} содержит менее двух элементов или если значение {\displaystyle \mu _{\nu }} оказывается равным нулю, то принять {\displaystyle \mu _{\nu }=1}.
4. Для всех непустых множеств {\displaystyle I_{\nu },\;\nu ={\overline {1,\;M}}} вычислить оценки
{\displaystyle z_{\nu }^{*}={\begin{cases}\min\{g_{\nu }(x_{i})\colon x_{i}\in I_{\nu }\}&\nu =M,\\-\varepsilon _{\nu }&\nu <M,\end{cases}}}
где вектор с неотрицательными координатами {\displaystyle \varepsilon _{R}=(\varepsilon _{1},\;\ldots ,\;\varepsilon _{m})} называется вектором резервов.
5. Для каждого интервала {\displaystyle (x_{i-1};\;x_{i}),\;1\leqslant i\leqslant k} вычислить характеристику
{\displaystyle R(i)={\begin{cases}\Delta _{i}+{\frac {(z_{i}-z_{i-1})^{2}}{(r_{\nu }\mu _{\nu })^{2}\Delta _{i}}}-2{\frac {z_{i}+z_{i-1}-2z_{\nu }^{*}}{r_{\nu }\mu _{\nu }}}&\nu =\nu (x_{i})=\nu (x_{i-1}),\\2\Delta _{i}-4{\frac {z_{i-1}-z_{\nu }^{*}}{r_{\nu }\mu _{\nu }}}&\nu =\nu (x_{i-1})>\nu (x_{i}),\\2\Delta _{i}-4{\frac {z_{i}-z_{\nu }^{*}}{r_{\nu }\mu _{\nu }}}&\nu =\nu (x_{i})>\nu (x_{i-1}),\end{cases}}}
где {\displaystyle \Delta _{i}=x_{i}-x_{i-1}}.
Величины {\displaystyle r_{\nu }>1,\;\nu ={\overline {1,\;m}}} являются параметрами алгоритма. От них зависят произведения {\displaystyle r_{\nu }\mu _{\nu }}, используемые при вычислении характеристик в качестве оценок неизвестных констант Липшица.
6. Определить интервал {\displaystyle (x_{t-1};\;x_{t})}, которому соответствует максимальная характеристика {\displaystyle R(t)=\max\{R(i),\;1\leqslant i\leqslant k\}}.
7. Провести очередное испытание в середине интервала {\displaystyle (x_{t-1};\;x_{t})}, если индексы его концевых точек не совпадают:
{\displaystyle x^{k+1}={\frac {1}{2}}(x_{t}+x_{t-1}).}
В противном случае провести испытание в точке
{\displaystyle x^{k+1}={\frac {1}{2}}(x_{t}+x_{t-1})-{\frac {z_{t}-z_{t-1}}{2r_{\nu }\mu _{\nu }}},\;\nu =\nu (x_{t})=\nu (x_{t-1}),}
увеличить {\displaystyle k} на 1.
8. Если {\displaystyle x_{t}-x_{t-1}<\varepsilon } ({\displaystyle \varepsilon >0} — заданная точность метода), то прекратить выполнение алгоритма, иначе перейти на шаг 1.

## Достаточные условия сходимости
Пусть исходная задача оптимизации имеет решение {\displaystyle x^{*}} и выполняются следующие условия:
1. каждая область {\displaystyle Q_{j},\;j={\overline {1,\;m}}} представляет собой объединение конечного числа отрезков, имеющих положительную длину;
2. каждая функция {\displaystyle g_{j}(x),\;j={\overline {1,\;m+1}}} удовлетворяет условию Липшица с соответствующей константой {\displaystyle L_{j}};
3. компоненты вектора резервов удовлетворяют неравенствам {\displaystyle 0\leqslant 2\varepsilon _{\nu }<L_{\nu }(\beta -\alpha )}, где {\displaystyle \beta -\alpha } — длина отрезка {\displaystyle [\alpha ;\;\beta ]}, лежащего в допустимой области {\displaystyle Q} и содержащего точку {\displaystyle x^{*}};
4. начиная с некоторого значения {\displaystyle k} величины {\displaystyle \mu _{\nu }}, соответствующие непустым множествам {\displaystyle I_{\nu }}, удовлетворяют неравенствам {\displaystyle r_{\nu }\mu _{\nu }>2L_{\nu }}.

Тогда верно следующее:
1. точка {\displaystyle x^{*}} является предельной точкой последовательности {\displaystyle \{x^{k}\}}, порождаемой методом при {\displaystyle \varepsilon =0} в условии остановки;
2. любая предельная точка {\displaystyle x^{0}} последовательности {\displaystyle \{x^{k}\}} является решением исходной задачи оптимизации;
3. сходимость к предельной точке {\displaystyle x^{0}} является двухсторонней, если {\displaystyle x^{0}\neq a,\;x^{0}\neq b}.

## Модификации метода

### Параллельная модификация
Общая схема последовательного метода выглядит следующим образом:
1. Упорядочить точки предшествующих испытаний в порядке возрастания их координат: {\displaystyle a=x_{0}<\ldots <x_{i}<\ldots <x_{k}=b}.
2. Вычислить для каждого интервала {\displaystyle (x_{i-1};\;x_{i}),\;1\leqslant i\leqslant k} характеристику {\displaystyle R(i)}.
3. Определить интервал {\displaystyle (x_{t-1};\;x_{t})}, которому соответствует максимальная характеристика {\displaystyle R(t)=\max\{R(i),\;1\leqslant i\leqslant k\}}.
4. Провести следующее испытание в точке {\displaystyle x^{k+1}=d(t)\in (x_{t-1};\;x_{t})}, где {\displaystyle d(t)} — правило размещения точки следующего испытания в интервале с номером {\displaystyle t}.
5. Проверить выполнение критерия остановки {\displaystyle x_{t}-x_{t-1}<\varepsilon }.

Параллельная модификация заключается в том, что на шаге 3 вместо одного интервала с наилучшей характеристикой выбирать {\displaystyle p>1} интервалов в порядке убывания характеристик и параллельно проводить в каждом из них испытания.
Схема параллельного алгоритма:
1. Упорядочить точки предшествующих испытаний в порядке возрастания их координат: {\displaystyle a=x_{0}<\ldots <x_{i}<\ldots <x_{k}=b}.
2. Вычислить для каждого интервала {\displaystyle (x_{i-1};\;x_{i}),\;1\leqslant i\leqslant k} характеристику {\displaystyle R(i)}.
3. Характеристики интервалов упорядочить по убыванию: {\displaystyle R(i_{1})>\ldots >R(i_{k})}.
4. Для всех интервалов с номерами {\displaystyle i_{1},\;\ldots ,\;i_{p}} провести испытания в точках {\displaystyle x^{k+j}=d(i_{j})\in (x_{i_{j}-1};\;x_{i_{j}}),\;j={\overline {1,\;p}}}.
5. Проверить выполнение критерия остановки: {\displaystyle \exists j,\;1\leqslant j\leqslant p\colon x_{i_{j}}-x_{i_{j}-1}<\varepsilon }.

Такая схема распараллеливания целесообразна, если проведение испытания (то есть вычисление функций задачи) — трудоемкий процесс.

### Модификация для решения задач c гёльдеровыми функциями
Метод достаточно просто обобщается на случай, когда функции {\displaystyle g_{j}(x),\;j={\overline {1,\;m+1}}} удовлетворяют условию Гёльдера с показателем {\displaystyle 1/n}, где {\displaystyle n\in \mathbb {N} }, то есть
{\displaystyle |g_{j}(x+\Delta x)-g_{j}(x)|\leqslant H_{j}(\Delta x)^{1/n},\;a\leqslant x+\Delta x\leqslant b}.
На шаге 3 значения {\displaystyle \mu _{\nu }} вычисляются по формуле:
{\displaystyle \mu _{\nu }=\max\{|g_{\nu }(x_{i})-g_{\nu }(x_{j})|/(x_{i}-x_{j})^{1/n}\colon i,\;j\in I_{\nu },\;i>j\}.}
На шаге 5 {\displaystyle \Delta _{i}=(x_{i}-x_{i-1})^{1/n}}.
На шаге 7 в случае совпадения индексов концевых точек
{\displaystyle x^{k+1}={\frac {1}{2}}(x_{t}+x_{t-1})-\operatorname {sgn}(z_{t}-z_{t-1}){\frac {|z_{t}-z_{t-1}|^{n}}{2r_{\nu }\mu _{\nu }^{n}}},\;\nu =\nu (x_{t})=\nu (x_{t-1}).}
На шаге 8 критерий остановки принимает вид {\displaystyle (x_{t}-x_{t-1})^{1/n}<\varepsilon }.

## Замечания
- Параметры {\displaystyle r_{\nu }} отвечают за надежность метода. Чем больше их значения, тем больше итераций метода требуется для достижения заданной точности и тем вероятнее выполнение условия сходимости 4. Если устремить все {\displaystyle r_{\nu }} к бесконечности, то {\displaystyle R(i)=\Delta _{i}}, то есть метод превращается в перебор по равномерной сетке.
- Использование ненулевого вектора резервов позволяет ускорить сходимость метода, однако при этом необходимо оценить возможность выполнения условия сходимости 3.
- Одномерный метод может быть применен для решения многомерных задач без ограничений. Многомерная задача на множестве {\displaystyle S=\{(x_{1},\;\ldots ,\;x_{n})\in \mathbb {R} ^{n}\colon a_{i}\leqslant x_{i}\leqslant b_{i},\;i={\overline {1,\;n}}\}} представляется в виде

{\displaystyle \min _{(x_{1},\;\ldots ,\;x_{n})\in S}f(x_{1},\;\ldots ,\;x_{n})=\min _{a_{1}\leqslant x_{1}\leqslant b_{1}}\min _{a_{2}\leqslant x_{2}\leqslant b_{2}}\ldots \min _{a_{n}\leqslant x_{n}\leqslant b_{n}}f(x_{1},\;\ldots ,\;x_{n}).}
Для решения задачи {\displaystyle \min _{a_{1}\leqslant x_{1}\leqslant b_{1}}\phi (x_{1})}, где {\displaystyle \phi (x_{1})=\min _{a_{2}\leqslant x_{2}\leqslant b_{2}}\ldots \min _{a_{n}\leqslant x_{n}\leqslant a_{n}}f(x_{1},\;\ldots ,\;x_{n})} можно использовать одномерный алгоритм, но, чтобы вычислить значение функции {\displaystyle \phi (x_{1})}, необходимо решить задачу оптимизации размерности {\displaystyle n-1}.
Если {\displaystyle n=2}, то задача {\displaystyle \min _{a_{2}\leqslant x_{2}\leqslant b_{2}}f(x_{1},\;x_{2})} решается одномерным методом (значение переменной {\displaystyle x_{1}} при этом зафиксировано), иначе к ней также применяется процедура снижения размерности. Такой способ решения многомерных задач довольно трудоемкий, поэтому на практике применим при {\displaystyle n\leqslant 5}. Наличие нелинейных функциональных ограничений может привести к потере липшицевости во вспомогательных одномерных задачах.